# Seznam latvijskih generalov
Seznam latvijskih generalov.

## A
Viktor Alksnis - Andrejs Auzāns

## B
Žanis Bachs - Jānis Balodis - Jezups Baško - Krišjānis Berķis - Ludvigs Bolšteins - Alberts Brambats - (Frīdrihs Briedis) - Andrejs Bubinduss - Hermanis Buks -

## D
Artūrs Dālbergs - Roberts Dambītis - Oskars Dankers - Arturs Dannebergs - Nikolajs Dūze -

## E
Jānis Ezeriņš -

## F
Jānis Francis

## G
Oto Grosbarts -

## H
Mārtiņš Hartmanis -

## I
Jānis Indāns -

## J
Mārtiņš Jeske -

## K
Brūno Kalniņš - Roberts Kļaviņš - Rūdolfs Klinsons - Andrejs Krustiņš - Jānis Kurelis - Arvīds Kurše -

## L
Jānis Lavenieks - Jānis Liepiņš -

## M
(Augusts Ernests Misiņš)

## P
Mārtiņš Peniķis - Kārlis Prauls -

## R
Hugo Rozenšteins - Jēkabs Ruškevics

## S
Voldemārs Skaistlauks - Pēteris Sniķers - Vilis Spandegs

## Š
Haralds Šulcs -

## T
Verners Tepfers -

## U
Oto Ūdentiņš -

## V
Jukums Vācietis - Fricis Virsaitis -

## Z
Jorģis Zemitāns